# Nathalie Lemmens
Nathalie Lemmens, född 12 mars 1995 i Hasselt, Belgien, är en volleybollspelare (center).
Hon spelade för Asterix Kieldrecht 2013–2018 (från 2016 med klubbnamnet Asterix Avo Beveren på grund av en sammanslagning). Under hennes tid i klubben vann de både belgiska ligan och belgiska cupen varje år. Hon gick över till 1. VC Wiesbaden i Volleyball-Bundesliga 2018. Därefter har hon spelat med Saint-Cloud Paris Stade Français (2020/2021), Kaposvári Női RC (2021/2022) och CS Dinamo București (2022/2023) och Dresdner SC (2023–). Hon har spelat med seniorlandslaget sedan 2015 och bland annat spelat i alla EM sedan EM 2017.